# トゥワーク

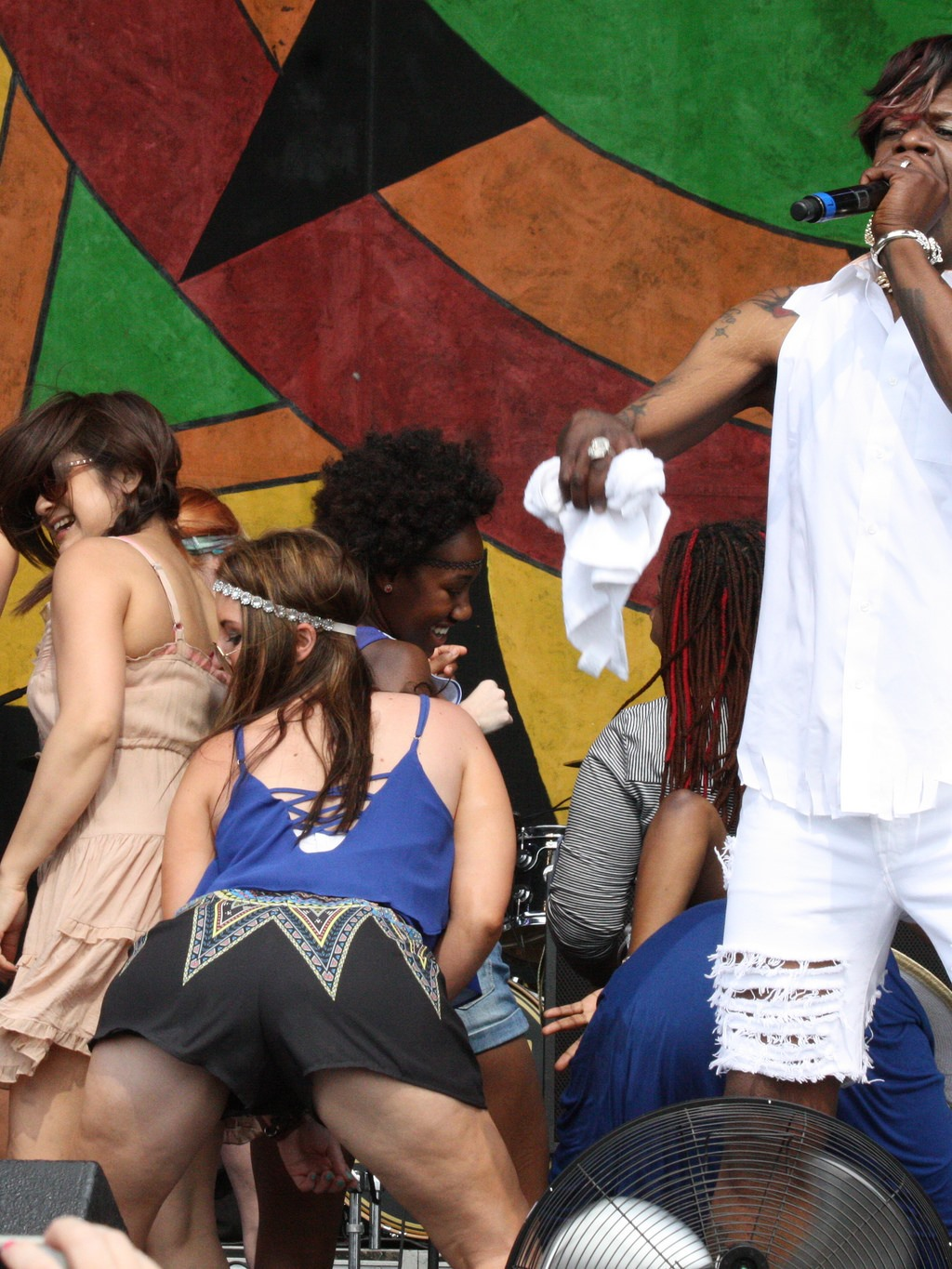
コンサートでトゥワークを披露する女性

トゥワーク、トゥワーキング（twerk、Twerking、[ˈtwɜːrkɪŋ]）は、ダンスの一種。低くしゃがんだ体勢で、お尻を動かし、音楽に合わせて挑発的に踊る 。この言葉は「フットワーク（footwork）」の短縮語か、「ツイスト（twist）」と「ジャーク（jerk）」のかばん語と考えられている。オックスフォード英語辞典のブログは、「恐らく、"work"と"twist"、あるいは"twitch"が融合したものではないか。」と分析している。このダンスはニューオーリンズのローカルなヒップホップ、バウンズから始まったとする証言が、ニューオーリンズの民族誌的なインタビューで明かされている。このダンスは1990年代後半からサザン・ヒップホップの飛躍と共に話題となり、2000年代中頃から主流のヒップホップのミュージック・ビデオで人気になった。「twerk」は2013年にオックスフォード英語辞典のオンライン版に追加された。また、オックスフォード辞典のワード・オブ・ザ・イヤーの次点に選ばれた。